# Clara Campoamor, la mujer olvidada
Pour les articles homonymes, voir Clara Campoamor et Campoamor.
Pour plus de détails, voir Fiche technique et Distribution.
Clara Campoamor, la mujer olvidada est un téléfilm biographique espagnol, réalisé par Laura Mañá, sorti en 2011.
Il s'agit d'un téléfilm biographique sur la vie de la femme politique et féministe espagnole Clara Campoamor (1888-1972), connue pour son action en faveur des droits des femmes, qui s'est notamment battue pour que soit reconnue aux femmes le droit de voter, dont le rôle est interprété par Elvira Mínguez.

## Fiche technique
Sauf indication contraire, les informations mentionnées dans cette section peuvent être confirmées par la base de données cinématographiques IMDb,  présente dans la section « Liens externes ».
- Titre : Clara Campoamor, la mujer olvidada
- Réalisation : Laura Mañá
- Scénario : Yolanda García Serrano
- Casting : Irene Roqué
- Dialogues : Ranjit Kapoor
- Direction artistique : Anna Pujol Tauler
- Décors : Irene Montcada, Anna Pujol Tauler
- Costumes : María Gil, Sonia Segura
- Son : Xavier Mas
- Maquillage : Karol Tornaria
- Photographie : Sergi Gallardo
- Montage : Anna Oriol
- Musique : Xavier Capellas
- Production : Miriam Porté
- Sociétés de production : Departamento de Cultura del Gobierno Vasco, Distinto Films, Instituto de Crédito Oficial (ICO), Ministerio de Cultura, Televisió de Catalunya (TV3), Televisión Española (TVE)
- Sociétés de distribution : Televisión Española (TVE)
- Pays d'origine :  Espagne
- Langue : Espagnol
- Format : Couleurs - 1,78:1 - Stereo - 35 mm
- Genre : Biographique
- Durée : 93 minutes (1 h 33)
- Dates de sorties en salles : 
  -  Espagne : 8 mars 2011

## Distribution
- Elvira Mínguez : Clara Campoamor
- Antonio de la Torre : Antonio García
- Mónica López : Victoria Kent
- Joan Carrera : José Álvarez-Buylla
- Pep Cruz : Indalecio Prieto
- Jordi Sánchez : José María Gil-Robles
- Mingo Ràfols : Manuel Azaña
- Fermí Reixach : Alejandro Lerroux
- Joan Massotkleiner : as Alcalá Zamora
- Montserrat Carulla : Pilar
- Roger Casamajor : Ignacio
- Sara Espígul : Lola